# S.D. Panamá Oeste
Sociedad Deportiva Panamá Oeste é um clube panamenho de futebol, de Arraiján. Até 2011, a equipe era conhecida como Chorrillito Fútbol Club de Arraiján. Atualmente disputa a Liga Nacional de Ascenso.

## História

### Chorrillito F.C.
Em 2007, Chorrillito conseguiu o acesso a Liga Nacional de Ascenso depois de derrotar o Five Star por 4-2 na final da Copa Rommel Fernández.  Em sua primeira temporada na Liga Nacional de Ascenso em 2008, Chorrillito conseguiu atingir as finais do torneio Apertura e do Clausura, mas perdeu em ambos os casos para Orión e Río Abajo, respectivamente.

### SD. Panamá Oeste
Para o campeonato de Clausura da temporada 2010-11 da Liga Nacional de Ascenso, Chorrillito mudou seu nome para a Sociedade Deportiva Panamá Oeste. Naquele ano, eles chegaram as quartas de final do campeonato depois de terminar em 3º em seu grupo (Grupo B), no entanto, eles foram derrotados pela SUNTRACS em placar agregado de 3-0.

## Títulos
- Copa Rommel Fernández: 2007[2]

## Resultados ano a ano

### Liga Nacional de Ascenso
| Temporada        | Posição | Classificação      |
| ---------------- | ------- | ------------------ |
| Apertura 2008    | 2/8     | Vice-campeão       |
| Clausura 2008    | 2/8     | Vice-campeão       |
| Apertura 2009 I  | 5/10    | Não se classificou |
| Apertura 2009 II | 5/10    | Não se classificou |